# 陳啓清

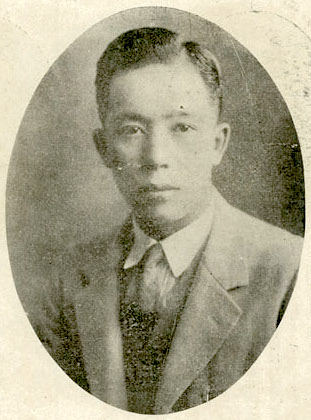
陳啓清

陳啓清（1903年11月28日—1989年9月29日），生於今高雄市苓雅區，臺灣實業家。出身高雄陳家，為陳中和的八男。日治時期曾出任高雄市會議員。戰後曾任國大代表、第一銀行董事長。

## 生平
陳啓清出生於高雄苓雅寮，曾就讀慶應義塾大學商學部，後來轉學至明治大學法學部，大正十四年（1925年）春天畢業。
回到台灣之後，曾出任陳中和物產、烏樹林製糖、東港製冰等會社取締役（公司董事）。此外，也曾經營新興製糖。
昭和二年（1927年），陳啓清娶屏東萬丹望族李南的次女李開娥為妻，李氏生長子陳田錨1年後即逝世。1930年時，與第二任妻子詩人黃金川結婚。
昭和八年（1933年），陳啓清為抗衡日商聚集的「高雄商工會」、「高雄實業新興會」，糾集林迦、何傳、楊金虎、王沃、李炳森等人，創立「高雄實業協會」，成為高雄商界三大商會的領導人之一。昭和十年（1935年），陳啓清被指派為苓雅寮區長及官選高雄市會議員等。:431昭和十四年（1939年），連任第二屆官選高雄市會議員。:196
昭和十一年（1936年），爆發祖國支那事件，一些敏感的臺籍仕紳有意和緩臺灣人與日本人間的緊張氣氛，在臺北大稻埕仕紳郭廷俊出面邀約下，全臺各地重要領袖人物齊聚臺灣神社參拜，並赴總督府晉見總督小林躋造，表達感謝四十餘年治臺功勞。陳啓清是四十八位仕紳之一，也是年紀最小者。:154皇民化運動時期，陳啓清出任臺灣皇民奉公會中央本部奉公委員。:431
戰後初期，陳啓清曾任高雄市參議會參議員，1946年4月就職，翌年5月辭職，轉任臺灣省政府委員。參與了中華民國的制憲國民大會。之後陳啟清與辜振甫等共同經營台灣水泥，並創立台灣汽水廠且擔任董事長。
民國六十二年（1972年），陳啓清大舅子黃朝琴逝世。陳啓清接任第一銀行董事長，直到民國六十五年（1976年）9月。
晚年陳啓清長居臺北，與總統李登輝私交甚篤。
1989年9月29日傍晚，陳啓清因攝護腺開刀引起的併發症，逝世於臺北榮民總醫院。遺體於29日深夜運回高雄。

## 家族
- 陳啓清為高雄陳家陳中和八男，其兄長陳啓川曾任高雄市長。
- 陳啓清元配李開娥，出身屏東萬丹望族。其父李南為萬丹當地名望地主，其兄弟李開胡為萬丹富商，曾籌措重建萬丹萬惠宮[13]，並在萬丹建有古厝「芳美商號」。[14]，另一兄弟李開山在日治時期曾出任萬丹庄長、屏東信託株式會社社長。李開山之子李世昌曾當選第四屆屏東縣長。[7]:164
- 繼室黃金川為黃朝琴的妹妹。陳啓清主掌台泥後，因工作關係常居於臺北，受李阿雪照顧，朝夕相伴，為陳啓清育有三子。[15]:57
- 其九子分別為：陳田錨、陳田垣、陳田慶、陳田佑、陳田稻、陳田民、陳田鈺、陳田興、陳田文。[15][16]七子陳田鈺娶邱創煥大女兒邱珮琳，幼子陳田文娶三重幫林堉璘女兒。
- 陳啓清育有四女：陳銀瓶、陳秋蟾、陳綺霞、陳麗霞。[15]長女陳銀瓶早夭，次女陳秋蟾嫁給首屆屏東縣長張山鐘之子張豐緒。[7]:187